# SMS V 27
Az SMS V 27 a Császári Haditengerészet egyik V 25-osztályú rombolója (korabeli német meghatározás szerint „nagy torpedónaszádja”) volt. Az AG Vulcan hajógyár építette meg Stettinben lévő hajógyárában és 1914 szeptemberében készült el vele. A skagerraki csatában süllyedt el 1916. május 31-én.

## Tervezése és építése
A Császári Haditengerészet 1913-ban 12 darab nyílt tengeren való hajózásra alkalmas rombolót rendelt meg, ebből hatot (V 25–V 30) az AG Vulcantól és másik hatot a Schichautól (S 31–S 36). Míg a két hajógyár által készített naszádok tervei nagyjából megegyeztek, addig részleteikben már mutattak különbözőséget. A két előző év során megrendelt rombolóknál jóval nagyobb méretűek voltak.
A V 27-et 1914. március 26-án bocsátották vízre az AG Vulcan stettini hajógyárában és 1914. szeptember 2-án állították szolgálatba. Nevében a "V" kezdőbetű a készítő hajógyárra utalt.
Teljes hossza 78,5 m, vízvonal menti hossza 77,8 m, szélessége 8,33 m, merülése 3,63 m, konstrukciós vízkiszorítása 812 t és teljes terhelés melletti vízkiszorítása 975 t volt. A három olajtüzelésű kazánja két AEG-Vulcan gőzturbinát táplált, melyek összteljesítménye 23 500 le volt. Ezzel a teljesítménnyel 33,5 csomó elérésére volt képes. A 225 t olaj üzemanyagkészletével 20 csomó mellett 1080 tmf volt a hatótávolsága.
A fegyverzete három darab 8,8 cm űrméretű, 45 kaliberhosszúságú gyorstüzelő ágyúból (8,8 cm SK L/45) és hat darab 50 cm űrméretű torpedóvető csőből állt. A torpedóvetőkből kettő a hajó elején rögzített volt, a többi négy két duplacsövű forgótalpon kapott helyet a hajó hátsó részén. Igény szerint képes volt 24 darab tengeri akna szállítására is. Fedélzetén 83 fő teljesített szolgálatot.

## Szolgálata
A V 27 a 17. romboló-félflottilla kötelékébe került 1914 októberében és részt vett a rigai-öbölben vívott csatában 1915 augusztusában. Ugyanennek az alakulatnak a tagjaként vett részt egy évvel később a skagerraki csatában a csatacirkálók támogatását ellátva. A 9. rombolóflottila, melyhez a 17. félflottilla is tartozott, május 31-én 17:26-kor torpedótámadást kísérelt meg a brit csatacirkálók ellen. A brit rombolók ellenakciója megakasztotta a támadást és a V 27 két 102 mm-es lövedék találata után, melyek közül az egyik megrongálta a fő gőzvezetéket, mozgásképtelenné vált. Legénységét a V 26 vette át, majd ágyútűzzel elsüllyesztette. A V 27 legénységéből hárman szenvedtek el sebesüléseket.

## Fordítás
- Ez a szócikk részben vagy egészben  a   SMS V 27 című angol Wikipédia-szócikk ezen változatának fordításán alapul.  Az eredeti cikk szerkesztőit annak laptörténete sorolja fel. Ez a jelzés csupán a megfogalmazás eredetét és a szerzői jogokat jelzi, nem szolgál a cikkben szereplő információk forrásmegjelöléseként.